# Gerhard Spörl
Gerhard Spörl (* 16. März 1950 in Hof (Saale)) ist ein deutscher Journalist.

## Leben und Wirken
Spörl studierte Germanistik in Heidelberg und Mainz. Er promovierte mit einer Arbeit über Georg Lukács, der sich als Gegenspieler von Theodor W. Adorno verstand.
Seine journalistische Laufbahn begann er als Student beim Hofer Anzeiger und bei der Frankenpost. 1980 wurde er politischer Redakteur bei der Wochenzeitung Die Zeit, für die er von 1988 bis 1990 als Bonner Korrespondent arbeitete. 1990 wechselte er zum Magazin Der Spiegel, bei dem er zunächst das Ressort Deutsche Politik in der Hamburger Zentrale leitete. 2001 gab er das Ressort ab und verantwortete eine Serie in 23 Teilen über die Gegenwart der Vergangenheit, die Nachwirkungen von Hitlers Politik behandelte. Im August 2001 wechselte er, begleitet von seiner Frau, der damaligen NDR-Journalistin Patricia Schlesinger, als USA-Korrespondent nach Washington. Nach der gemeinsamen Rückkehr nach Hamburg war er von Januar 2005 bis 2010 Ressortleiter Ausland in der Hamburger Zentrale. Anschließend übernahm er die Leitung der Abteilung Meinung und führte Leitartikel und Kolumnen in den Spiegel ein. Am 31. Juli 2015 ging Spörl in Ruhestand.
Im August 2015 gründete er als Unternehmer die Beratungsfirma Spörl Consulting. In den Jahren 2015 bis 2019 veröffentlichte er journalistische Texte auf der Website seiner Beratungsfirma. Er ist Kolumnist bei t-online und veröffentlicht auch auf seiner privaten Website.
Spörl ist seit 1999 in zweiter Ehe mit der Journalistin und späteren RBB-Intendantin Patricia Schlesinger verheiratet und hat mit ihr eine Tochter (* 2000). Aus seiner ersten Ehe stammen zwei Söhne.

## Tätigkeit für die Messe Berlin
Für Kritik sorgte Spörls Tätigkeit für die Messe Berlin. Recherchen des Magazins Business Insider hatten ergeben, dass Spörl mehrere Aufträge in Höhe von 140.000 Euro von der Messe Berlin erhalten haben soll. Bei diesen Aufträgen vermittelte der Aufsichtsratschef der Messe Berlin, Wolf-Dieter Wolf, der als Verwaltungsratsvorsitzender des RBB auch enge Kontakte zu Spörls Frau Patricia Schlesinger pflegt. Durch weitere Recherchen wurde bekannt, dass Spörl als Mediencoach zudem den Dienstwagen von Schlesinger für seine Termine nutzte. Eine Rechtsanwaltskanzlei untersuchte daraufhin, ob sich Schlesinger und Wolf gegenseitige Gefälligkeiten erwiesen. Der Brandenburger Landtag tagte zudem wegen der Berater-Verträge in einer Sondersitzung. Sowohl gegen Wolf als auch gegen Spörl und seine Frau Patricia Schlesinger leitete die Berliner Staatsanwaltschaft in diesem Zusammenhang ein Ermittlungsverfahren ein.

## Publikationen
- Als Herausgeber: Nagel’ mal ’nen Pudding an die Wand. Eine Auswahl aus den „Worten der Woche“ aus der Wochenzeitung Die Zeit. R. G. Fischer, 1983.
- Mit Stefan Aust (Hrsg.): Die Gegenwart der Vergangenheit. Der lange Schatten des Dritten Reichs. Deutsche Verlags-Anstalt, München 2004.
- Mit Marc Hujer: Die wiedervereinigten Staaten von Amerika: Wie die USA die Spaltung nach George W. Bush überwinden. Scherz, Frankfurt 2008.
- Als Herausgeber: „Sie kamen in der Nacht.“ 50 Jahre Spiegel-Affäre. Dokumente zur Spiegel-Affäre 1962/63. Spiegel-Verlag, Hamburg 2012.
- Groß denken, groß handeln. Wandel, Bruch, Umbruch: Wie das Ruhrgebiet sich neu erfindet. Piper, München 2017, ISBN 978-3-492-05849-0.
- „Es muss noch etwas anderes geben als Angst und Sorge und Herrn Hitler“: Die Liebesgeschichte von Artur und Grete. Rowohlt Berlin, Berlin 2016. (Ein Buch über die Großeltern seiner Ehefrau.)
- Mit Rita Brockmann-Wiese: Schluss. Aus. Vorbei! Erlebnisse einer Scheidungsanwältin. Dietz, 2021. (Schilderung von Trennungsdramen und Scheidungstragödien mit realem Hintergrund, die aus Gründen des Persönlichkeitsschutzes stark verfremdet wurden.)